# Columna semioberta
|   | a | b | c | d | e | f | g | h |   |
| 8 | b8 negres alfil · f8 negres torre · g8 negres rei · b7 negres peó · h7 negres peó · b5 blanques cavall · d5 negres peó · a4 blanques peó · c4 negres cavall · d4 blanques alfil · e4 negres cavall · g4 negres dama · e3 blanques peó · g3 blanques peó · a2 blanques torre · f2 blanques peó · g2 blanques rei · h2 blanques cavall · h1 blanques dama | b8 negres alfil · f8 negres torre · g8 negres rei · b7 negres peó · h7 negres peó · b5 blanques cavall · d5 negres peó · a4 blanques peó · c4 negres cavall · d4 blanques alfil · e4 negres cavall · g4 negres dama · e3 blanques peó · g3 blanques peó · a2 blanques torre · f2 blanques peó · g2 blanques rei · h2 blanques cavall · h1 blanques dama | b8 negres alfil · f8 negres torre · g8 negres rei · b7 negres peó · h7 negres peó · b5 blanques cavall · d5 negres peó · a4 blanques peó · c4 negres cavall · d4 blanques alfil · e4 negres cavall · g4 negres dama · e3 blanques peó · g3 blanques peó · a2 blanques torre · f2 blanques peó · g2 blanques rei · h2 blanques cavall · h1 blanques dama | b8 negres alfil · f8 negres torre · g8 negres rei · b7 negres peó · h7 negres peó · b5 blanques cavall · d5 negres peó · a4 blanques peó · c4 negres cavall · d4 blanques alfil · e4 negres cavall · g4 negres dama · e3 blanques peó · g3 blanques peó · a2 blanques torre · f2 blanques peó · g2 blanques rei · h2 blanques cavall · h1 blanques dama | b8 negres alfil · f8 negres torre · g8 negres rei · b7 negres peó · h7 negres peó · b5 blanques cavall · d5 negres peó · a4 blanques peó · c4 negres cavall · d4 blanques alfil · e4 negres cavall · g4 negres dama · e3 blanques peó · g3 blanques peó · a2 blanques torre · f2 blanques peó · g2 blanques rei · h2 blanques cavall · h1 blanques dama | b8 negres alfil · f8 negres torre · g8 negres rei · b7 negres peó · h7 negres peó · b5 blanques cavall · d5 negres peó · a4 blanques peó · c4 negres cavall · d4 blanques alfil · e4 negres cavall · g4 negres dama · e3 blanques peó · g3 blanques peó · a2 blanques torre · f2 blanques peó · g2 blanques rei · h2 blanques cavall · h1 blanques dama | b8 negres alfil · f8 negres torre · g8 negres rei · b7 negres peó · h7 negres peó · b5 blanques cavall · d5 negres peó · a4 blanques peó · c4 negres cavall · d4 blanques alfil · e4 negres cavall · g4 negres dama · e3 blanques peó · g3 blanques peó · a2 blanques torre · f2 blanques peó · g2 blanques rei · h2 blanques cavall · h1 blanques dama | b8 negres alfil · f8 negres torre · g8 negres rei · b7 negres peó · h7 negres peó · b5 blanques cavall · d5 negres peó · a4 blanques peó · c4 negres cavall · d4 blanques alfil · e4 negres cavall · g4 negres dama · e3 blanques peó · g3 blanques peó · a2 blanques torre · f2 blanques peó · g2 blanques rei · h2 blanques cavall · h1 blanques dama | 8 |
| 7 | b8 negres alfil · f8 negres torre · g8 negres rei · b7 negres peó · h7 negres peó · b5 blanques cavall · d5 negres peó · a4 blanques peó · c4 negres cavall · d4 blanques alfil · e4 negres cavall · g4 negres dama · e3 blanques peó · g3 blanques peó · a2 blanques torre · f2 blanques peó · g2 blanques rei · h2 blanques cavall · h1 blanques dama | b8 negres alfil · f8 negres torre · g8 negres rei · b7 negres peó · h7 negres peó · b5 blanques cavall · d5 negres peó · a4 blanques peó · c4 negres cavall · d4 blanques alfil · e4 negres cavall · g4 negres dama · e3 blanques peó · g3 blanques peó · a2 blanques torre · f2 blanques peó · g2 blanques rei · h2 blanques cavall · h1 blanques dama | b8 negres alfil · f8 negres torre · g8 negres rei · b7 negres peó · h7 negres peó · b5 blanques cavall · d5 negres peó · a4 blanques peó · c4 negres cavall · d4 blanques alfil · e4 negres cavall · g4 negres dama · e3 blanques peó · g3 blanques peó · a2 blanques torre · f2 blanques peó · g2 blanques rei · h2 blanques cavall · h1 blanques dama | b8 negres alfil · f8 negres torre · g8 negres rei · b7 negres peó · h7 negres peó · b5 blanques cavall · d5 negres peó · a4 blanques peó · c4 negres cavall · d4 blanques alfil · e4 negres cavall · g4 negres dama · e3 blanques peó · g3 blanques peó · a2 blanques torre · f2 blanques peó · g2 blanques rei · h2 blanques cavall · h1 blanques dama | b8 negres alfil · f8 negres torre · g8 negres rei · b7 negres peó · h7 negres peó · b5 blanques cavall · d5 negres peó · a4 blanques peó · c4 negres cavall · d4 blanques alfil · e4 negres cavall · g4 negres dama · e3 blanques peó · g3 blanques peó · a2 blanques torre · f2 blanques peó · g2 blanques rei · h2 blanques cavall · h1 blanques dama | b8 negres alfil · f8 negres torre · g8 negres rei · b7 negres peó · h7 negres peó · b5 blanques cavall · d5 negres peó · a4 blanques peó · c4 negres cavall · d4 blanques alfil · e4 negres cavall · g4 negres dama · e3 blanques peó · g3 blanques peó · a2 blanques torre · f2 blanques peó · g2 blanques rei · h2 blanques cavall · h1 blanques dama | b8 negres alfil · f8 negres torre · g8 negres rei · b7 negres peó · h7 negres peó · b5 blanques cavall · d5 negres peó · a4 blanques peó · c4 negres cavall · d4 blanques alfil · e4 negres cavall · g4 negres dama · e3 blanques peó · g3 blanques peó · a2 blanques torre · f2 blanques peó · g2 blanques rei · h2 blanques cavall · h1 blanques dama | b8 negres alfil · f8 negres torre · g8 negres rei · b7 negres peó · h7 negres peó · b5 blanques cavall · d5 negres peó · a4 blanques peó · c4 negres cavall · d4 blanques alfil · e4 negres cavall · g4 negres dama · e3 blanques peó · g3 blanques peó · a2 blanques torre · f2 blanques peó · g2 blanques rei · h2 blanques cavall · h1 blanques dama | 7 |
| 6 | b8 negres alfil · f8 negres torre · g8 negres rei · b7 negres peó · h7 negres peó · b5 blanques cavall · d5 negres peó · a4 blanques peó · c4 negres cavall · d4 blanques alfil · e4 negres cavall · g4 negres dama · e3 blanques peó · g3 blanques peó · a2 blanques torre · f2 blanques peó · g2 blanques rei · h2 blanques cavall · h1 blanques dama | b8 negres alfil · f8 negres torre · g8 negres rei · b7 negres peó · h7 negres peó · b5 blanques cavall · d5 negres peó · a4 blanques peó · c4 negres cavall · d4 blanques alfil · e4 negres cavall · g4 negres dama · e3 blanques peó · g3 blanques peó · a2 blanques torre · f2 blanques peó · g2 blanques rei · h2 blanques cavall · h1 blanques dama | b8 negres alfil · f8 negres torre · g8 negres rei · b7 negres peó · h7 negres peó · b5 blanques cavall · d5 negres peó · a4 blanques peó · c4 negres cavall · d4 blanques alfil · e4 negres cavall · g4 negres dama · e3 blanques peó · g3 blanques peó · a2 blanques torre · f2 blanques peó · g2 blanques rei · h2 blanques cavall · h1 blanques dama | b8 negres alfil · f8 negres torre · g8 negres rei · b7 negres peó · h7 negres peó · b5 blanques cavall · d5 negres peó · a4 blanques peó · c4 negres cavall · d4 blanques alfil · e4 negres cavall · g4 negres dama · e3 blanques peó · g3 blanques peó · a2 blanques torre · f2 blanques peó · g2 blanques rei · h2 blanques cavall · h1 blanques dama | b8 negres alfil · f8 negres torre · g8 negres rei · b7 negres peó · h7 negres peó · b5 blanques cavall · d5 negres peó · a4 blanques peó · c4 negres cavall · d4 blanques alfil · e4 negres cavall · g4 negres dama · e3 blanques peó · g3 blanques peó · a2 blanques torre · f2 blanques peó · g2 blanques rei · h2 blanques cavall · h1 blanques dama | b8 negres alfil · f8 negres torre · g8 negres rei · b7 negres peó · h7 negres peó · b5 blanques cavall · d5 negres peó · a4 blanques peó · c4 negres cavall · d4 blanques alfil · e4 negres cavall · g4 negres dama · e3 blanques peó · g3 blanques peó · a2 blanques torre · f2 blanques peó · g2 blanques rei · h2 blanques cavall · h1 blanques dama | b8 negres alfil · f8 negres torre · g8 negres rei · b7 negres peó · h7 negres peó · b5 blanques cavall · d5 negres peó · a4 blanques peó · c4 negres cavall · d4 blanques alfil · e4 negres cavall · g4 negres dama · e3 blanques peó · g3 blanques peó · a2 blanques torre · f2 blanques peó · g2 blanques rei · h2 blanques cavall · h1 blanques dama | b8 negres alfil · f8 negres torre · g8 negres rei · b7 negres peó · h7 negres peó · b5 blanques cavall · d5 negres peó · a4 blanques peó · c4 negres cavall · d4 blanques alfil · e4 negres cavall · g4 negres dama · e3 blanques peó · g3 blanques peó · a2 blanques torre · f2 blanques peó · g2 blanques rei · h2 blanques cavall · h1 blanques dama | 6 |
| 5 | b8 negres alfil · f8 negres torre · g8 negres rei · b7 negres peó · h7 negres peó · b5 blanques cavall · d5 negres peó · a4 blanques peó · c4 negres cavall · d4 blanques alfil · e4 negres cavall · g4 negres dama · e3 blanques peó · g3 blanques peó · a2 blanques torre · f2 blanques peó · g2 blanques rei · h2 blanques cavall · h1 blanques dama | b8 negres alfil · f8 negres torre · g8 negres rei · b7 negres peó · h7 negres peó · b5 blanques cavall · d5 negres peó · a4 blanques peó · c4 negres cavall · d4 blanques alfil · e4 negres cavall · g4 negres dama · e3 blanques peó · g3 blanques peó · a2 blanques torre · f2 blanques peó · g2 blanques rei · h2 blanques cavall · h1 blanques dama | b8 negres alfil · f8 negres torre · g8 negres rei · b7 negres peó · h7 negres peó · b5 blanques cavall · d5 negres peó · a4 blanques peó · c4 negres cavall · d4 blanques alfil · e4 negres cavall · g4 negres dama · e3 blanques peó · g3 blanques peó · a2 blanques torre · f2 blanques peó · g2 blanques rei · h2 blanques cavall · h1 blanques dama | b8 negres alfil · f8 negres torre · g8 negres rei · b7 negres peó · h7 negres peó · b5 blanques cavall · d5 negres peó · a4 blanques peó · c4 negres cavall · d4 blanques alfil · e4 negres cavall · g4 negres dama · e3 blanques peó · g3 blanques peó · a2 blanques torre · f2 blanques peó · g2 blanques rei · h2 blanques cavall · h1 blanques dama | b8 negres alfil · f8 negres torre · g8 negres rei · b7 negres peó · h7 negres peó · b5 blanques cavall · d5 negres peó · a4 blanques peó · c4 negres cavall · d4 blanques alfil · e4 negres cavall · g4 negres dama · e3 blanques peó · g3 blanques peó · a2 blanques torre · f2 blanques peó · g2 blanques rei · h2 blanques cavall · h1 blanques dama | b8 negres alfil · f8 negres torre · g8 negres rei · b7 negres peó · h7 negres peó · b5 blanques cavall · d5 negres peó · a4 blanques peó · c4 negres cavall · d4 blanques alfil · e4 negres cavall · g4 negres dama · e3 blanques peó · g3 blanques peó · a2 blanques torre · f2 blanques peó · g2 blanques rei · h2 blanques cavall · h1 blanques dama | b8 negres alfil · f8 negres torre · g8 negres rei · b7 negres peó · h7 negres peó · b5 blanques cavall · d5 negres peó · a4 blanques peó · c4 negres cavall · d4 blanques alfil · e4 negres cavall · g4 negres dama · e3 blanques peó · g3 blanques peó · a2 blanques torre · f2 blanques peó · g2 blanques rei · h2 blanques cavall · h1 blanques dama | b8 negres alfil · f8 negres torre · g8 negres rei · b7 negres peó · h7 negres peó · b5 blanques cavall · d5 negres peó · a4 blanques peó · c4 negres cavall · d4 blanques alfil · e4 negres cavall · g4 negres dama · e3 blanques peó · g3 blanques peó · a2 blanques torre · f2 blanques peó · g2 blanques rei · h2 blanques cavall · h1 blanques dama | 5 |
| 4 | b8 negres alfil · f8 negres torre · g8 negres rei · b7 negres peó · h7 negres peó · b5 blanques cavall · d5 negres peó · a4 blanques peó · c4 negres cavall · d4 blanques alfil · e4 negres cavall · g4 negres dama · e3 blanques peó · g3 blanques peó · a2 blanques torre · f2 blanques peó · g2 blanques rei · h2 blanques cavall · h1 blanques dama | b8 negres alfil · f8 negres torre · g8 negres rei · b7 negres peó · h7 negres peó · b5 blanques cavall · d5 negres peó · a4 blanques peó · c4 negres cavall · d4 blanques alfil · e4 negres cavall · g4 negres dama · e3 blanques peó · g3 blanques peó · a2 blanques torre · f2 blanques peó · g2 blanques rei · h2 blanques cavall · h1 blanques dama | b8 negres alfil · f8 negres torre · g8 negres rei · b7 negres peó · h7 negres peó · b5 blanques cavall · d5 negres peó · a4 blanques peó · c4 negres cavall · d4 blanques alfil · e4 negres cavall · g4 negres dama · e3 blanques peó · g3 blanques peó · a2 blanques torre · f2 blanques peó · g2 blanques rei · h2 blanques cavall · h1 blanques dama | b8 negres alfil · f8 negres torre · g8 negres rei · b7 negres peó · h7 negres peó · b5 blanques cavall · d5 negres peó · a4 blanques peó · c4 negres cavall · d4 blanques alfil · e4 negres cavall · g4 negres dama · e3 blanques peó · g3 blanques peó · a2 blanques torre · f2 blanques peó · g2 blanques rei · h2 blanques cavall · h1 blanques dama | b8 negres alfil · f8 negres torre · g8 negres rei · b7 negres peó · h7 negres peó · b5 blanques cavall · d5 negres peó · a4 blanques peó · c4 negres cavall · d4 blanques alfil · e4 negres cavall · g4 negres dama · e3 blanques peó · g3 blanques peó · a2 blanques torre · f2 blanques peó · g2 blanques rei · h2 blanques cavall · h1 blanques dama | b8 negres alfil · f8 negres torre · g8 negres rei · b7 negres peó · h7 negres peó · b5 blanques cavall · d5 negres peó · a4 blanques peó · c4 negres cavall · d4 blanques alfil · e4 negres cavall · g4 negres dama · e3 blanques peó · g3 blanques peó · a2 blanques torre · f2 blanques peó · g2 blanques rei · h2 blanques cavall · h1 blanques dama | b8 negres alfil · f8 negres torre · g8 negres rei · b7 negres peó · h7 negres peó · b5 blanques cavall · d5 negres peó · a4 blanques peó · c4 negres cavall · d4 blanques alfil · e4 negres cavall · g4 negres dama · e3 blanques peó · g3 blanques peó · a2 blanques torre · f2 blanques peó · g2 blanques rei · h2 blanques cavall · h1 blanques dama | b8 negres alfil · f8 negres torre · g8 negres rei · b7 negres peó · h7 negres peó · b5 blanques cavall · d5 negres peó · a4 blanques peó · c4 negres cavall · d4 blanques alfil · e4 negres cavall · g4 negres dama · e3 blanques peó · g3 blanques peó · a2 blanques torre · f2 blanques peó · g2 blanques rei · h2 blanques cavall · h1 blanques dama | 4 |
| 3 | b8 negres alfil · f8 negres torre · g8 negres rei · b7 negres peó · h7 negres peó · b5 blanques cavall · d5 negres peó · a4 blanques peó · c4 negres cavall · d4 blanques alfil · e4 negres cavall · g4 negres dama · e3 blanques peó · g3 blanques peó · a2 blanques torre · f2 blanques peó · g2 blanques rei · h2 blanques cavall · h1 blanques dama | b8 negres alfil · f8 negres torre · g8 negres rei · b7 negres peó · h7 negres peó · b5 blanques cavall · d5 negres peó · a4 blanques peó · c4 negres cavall · d4 blanques alfil · e4 negres cavall · g4 negres dama · e3 blanques peó · g3 blanques peó · a2 blanques torre · f2 blanques peó · g2 blanques rei · h2 blanques cavall · h1 blanques dama | b8 negres alfil · f8 negres torre · g8 negres rei · b7 negres peó · h7 negres peó · b5 blanques cavall · d5 negres peó · a4 blanques peó · c4 negres cavall · d4 blanques alfil · e4 negres cavall · g4 negres dama · e3 blanques peó · g3 blanques peó · a2 blanques torre · f2 blanques peó · g2 blanques rei · h2 blanques cavall · h1 blanques dama | b8 negres alfil · f8 negres torre · g8 negres rei · b7 negres peó · h7 negres peó · b5 blanques cavall · d5 negres peó · a4 blanques peó · c4 negres cavall · d4 blanques alfil · e4 negres cavall · g4 negres dama · e3 blanques peó · g3 blanques peó · a2 blanques torre · f2 blanques peó · g2 blanques rei · h2 blanques cavall · h1 blanques dama | b8 negres alfil · f8 negres torre · g8 negres rei · b7 negres peó · h7 negres peó · b5 blanques cavall · d5 negres peó · a4 blanques peó · c4 negres cavall · d4 blanques alfil · e4 negres cavall · g4 negres dama · e3 blanques peó · g3 blanques peó · a2 blanques torre · f2 blanques peó · g2 blanques rei · h2 blanques cavall · h1 blanques dama | b8 negres alfil · f8 negres torre · g8 negres rei · b7 negres peó · h7 negres peó · b5 blanques cavall · d5 negres peó · a4 blanques peó · c4 negres cavall · d4 blanques alfil · e4 negres cavall · g4 negres dama · e3 blanques peó · g3 blanques peó · a2 blanques torre · f2 blanques peó · g2 blanques rei · h2 blanques cavall · h1 blanques dama | b8 negres alfil · f8 negres torre · g8 negres rei · b7 negres peó · h7 negres peó · b5 blanques cavall · d5 negres peó · a4 blanques peó · c4 negres cavall · d4 blanques alfil · e4 negres cavall · g4 negres dama · e3 blanques peó · g3 blanques peó · a2 blanques torre · f2 blanques peó · g2 blanques rei · h2 blanques cavall · h1 blanques dama | b8 negres alfil · f8 negres torre · g8 negres rei · b7 negres peó · h7 negres peó · b5 blanques cavall · d5 negres peó · a4 blanques peó · c4 negres cavall · d4 blanques alfil · e4 negres cavall · g4 negres dama · e3 blanques peó · g3 blanques peó · a2 blanques torre · f2 blanques peó · g2 blanques rei · h2 blanques cavall · h1 blanques dama | 3 |
| 2 | b8 negres alfil · f8 negres torre · g8 negres rei · b7 negres peó · h7 negres peó · b5 blanques cavall · d5 negres peó · a4 blanques peó · c4 negres cavall · d4 blanques alfil · e4 negres cavall · g4 negres dama · e3 blanques peó · g3 blanques peó · a2 blanques torre · f2 blanques peó · g2 blanques rei · h2 blanques cavall · h1 blanques dama | b8 negres alfil · f8 negres torre · g8 negres rei · b7 negres peó · h7 negres peó · b5 blanques cavall · d5 negres peó · a4 blanques peó · c4 negres cavall · d4 blanques alfil · e4 negres cavall · g4 negres dama · e3 blanques peó · g3 blanques peó · a2 blanques torre · f2 blanques peó · g2 blanques rei · h2 blanques cavall · h1 blanques dama | b8 negres alfil · f8 negres torre · g8 negres rei · b7 negres peó · h7 negres peó · b5 blanques cavall · d5 negres peó · a4 blanques peó · c4 negres cavall · d4 blanques alfil · e4 negres cavall · g4 negres dama · e3 blanques peó · g3 blanques peó · a2 blanques torre · f2 blanques peó · g2 blanques rei · h2 blanques cavall · h1 blanques dama | b8 negres alfil · f8 negres torre · g8 negres rei · b7 negres peó · h7 negres peó · b5 blanques cavall · d5 negres peó · a4 blanques peó · c4 negres cavall · d4 blanques alfil · e4 negres cavall · g4 negres dama · e3 blanques peó · g3 blanques peó · a2 blanques torre · f2 blanques peó · g2 blanques rei · h2 blanques cavall · h1 blanques dama | b8 negres alfil · f8 negres torre · g8 negres rei · b7 negres peó · h7 negres peó · b5 blanques cavall · d5 negres peó · a4 blanques peó · c4 negres cavall · d4 blanques alfil · e4 negres cavall · g4 negres dama · e3 blanques peó · g3 blanques peó · a2 blanques torre · f2 blanques peó · g2 blanques rei · h2 blanques cavall · h1 blanques dama | b8 negres alfil · f8 negres torre · g8 negres rei · b7 negres peó · h7 negres peó · b5 blanques cavall · d5 negres peó · a4 blanques peó · c4 negres cavall · d4 blanques alfil · e4 negres cavall · g4 negres dama · e3 blanques peó · g3 blanques peó · a2 blanques torre · f2 blanques peó · g2 blanques rei · h2 blanques cavall · h1 blanques dama | b8 negres alfil · f8 negres torre · g8 negres rei · b7 negres peó · h7 negres peó · b5 blanques cavall · d5 negres peó · a4 blanques peó · c4 negres cavall · d4 blanques alfil · e4 negres cavall · g4 negres dama · e3 blanques peó · g3 blanques peó · a2 blanques torre · f2 blanques peó · g2 blanques rei · h2 blanques cavall · h1 blanques dama | b8 negres alfil · f8 negres torre · g8 negres rei · b7 negres peó · h7 negres peó · b5 blanques cavall · d5 negres peó · a4 blanques peó · c4 negres cavall · d4 blanques alfil · e4 negres cavall · g4 negres dama · e3 blanques peó · g3 blanques peó · a2 blanques torre · f2 blanques peó · g2 blanques rei · h2 blanques cavall · h1 blanques dama | 2 |
| 1 | b8 negres alfil · f8 negres torre · g8 negres rei · b7 negres peó · h7 negres peó · b5 blanques cavall · d5 negres peó · a4 blanques peó · c4 negres cavall · d4 blanques alfil · e4 negres cavall · g4 negres dama · e3 blanques peó · g3 blanques peó · a2 blanques torre · f2 blanques peó · g2 blanques rei · h2 blanques cavall · h1 blanques dama | b8 negres alfil · f8 negres torre · g8 negres rei · b7 negres peó · h7 negres peó · b5 blanques cavall · d5 negres peó · a4 blanques peó · c4 negres cavall · d4 blanques alfil · e4 negres cavall · g4 negres dama · e3 blanques peó · g3 blanques peó · a2 blanques torre · f2 blanques peó · g2 blanques rei · h2 blanques cavall · h1 blanques dama | b8 negres alfil · f8 negres torre · g8 negres rei · b7 negres peó · h7 negres peó · b5 blanques cavall · d5 negres peó · a4 blanques peó · c4 negres cavall · d4 blanques alfil · e4 negres cavall · g4 negres dama · e3 blanques peó · g3 blanques peó · a2 blanques torre · f2 blanques peó · g2 blanques rei · h2 blanques cavall · h1 blanques dama | b8 negres alfil · f8 negres torre · g8 negres rei · b7 negres peó · h7 negres peó · b5 blanques cavall · d5 negres peó · a4 blanques peó · c4 negres cavall · d4 blanques alfil · e4 negres cavall · g4 negres dama · e3 blanques peó · g3 blanques peó · a2 blanques torre · f2 blanques peó · g2 blanques rei · h2 blanques cavall · h1 blanques dama | b8 negres alfil · f8 negres torre · g8 negres rei · b7 negres peó · h7 negres peó · b5 blanques cavall · d5 negres peó · a4 blanques peó · c4 negres cavall · d4 blanques alfil · e4 negres cavall · g4 negres dama · e3 blanques peó · g3 blanques peó · a2 blanques torre · f2 blanques peó · g2 blanques rei · h2 blanques cavall · h1 blanques dama | b8 negres alfil · f8 negres torre · g8 negres rei · b7 negres peó · h7 negres peó · b5 blanques cavall · d5 negres peó · a4 blanques peó · c4 negres cavall · d4 blanques alfil · e4 negres cavall · g4 negres dama · e3 blanques peó · g3 blanques peó · a2 blanques torre · f2 blanques peó · g2 blanques rei · h2 blanques cavall · h1 blanques dama | b8 negres alfil · f8 negres torre · g8 negres rei · b7 negres peó · h7 negres peó · b5 blanques cavall · d5 negres peó · a4 blanques peó · c4 negres cavall · d4 blanques alfil · e4 negres cavall · g4 negres dama · e3 blanques peó · g3 blanques peó · a2 blanques torre · f2 blanques peó · g2 blanques rei · h2 blanques cavall · h1 blanques dama | b8 negres alfil · f8 negres torre · g8 negres rei · b7 negres peó · h7 negres peó · b5 blanques cavall · d5 negres peó · a4 blanques peó · c4 negres cavall · d4 blanques alfil · e4 negres cavall · g4 negres dama · e3 blanques peó · g3 blanques peó · a2 blanques torre · f2 blanques peó · g2 blanques rei · h2 blanques cavall · h1 blanques dama | 1 |
|   | a | b | c | d | e | f | g | h |   |

En escacs, una columna semioberta, és una columna en què només hi ha un peó, o n'hi ha diversos, però tots del mateix color. La columna semioberta proporciona una via d'atac per les torres o la dama del jugador que no hi té peons, l'únic que la pot usar com a tal.
Moltes obertures, com ara la defensa siciliana, busquen complicar la posició; per això, en la línia principal de la siciliana (1 e4 c5 2 Cf3 d6 [2...e6; 2...Cc6] 3 d4 cxd4 4 Cxd4) les blanques obtenen la columna semioberta d, però en compensació les negres poden pressionar al llarg de la columna semioberta c.
La partida Loek van Wely - Judit Polgár, Hoogeveen, 1997, demostra el poder d'una columna semioberta en un atac. A despit de tenir un peó menys que les blanques, el fet que les negres dominen dues poderoses columnes semiobertes els dona un avantatge guanyador, amb la torre a la columna f i la dama a la columna g. Les negres van jugar 30...Txf2+! i les blanques van abandonar, ja que 31 Txf2 Dxg3+ 32 Rf1 Dxf2#. La demolició de la cadena de peons és un tema comú en posicions amb columnes semiobertes, entre altres raons perquè els peons doblats o els peons aïllats generen normalment columnes semiobertes per al rival.